# De ontgroening
De ontgroening is een boek van de Amerikaanse schrijver Rob Kean. Het boek gaat over een ontgroeningsschandaal bij de studentenvereniging Sigma Delta Phi aan het Simsbury College in Georgeville, Maine, waarbij een eerstejaarsstudent om het leven komt. Mark Jessy en zijn vriendin Shawn Jakes krijgen de opdracht om dit incident tot op de bodem uit te zoeken en de verantwoordelijken te achterhalen.

## Inhoud
De eerstejaarsstudent Chad Ewing wordt dood aangetroffen in het studentenhuis dat toebehoort aan studentenvereniging Sigma Delta Phi. Hij is in dronkenschap van een balustrade gevallen en heeft zijn nek gebroken, en zijn bloed zit vol alcohol en rohypnol. Men vermoedt dat dit te maken heeft met de ontgroening van de vereniging, en men laat Mark Jessy en Shawn Jakes de zaak tot de bodem uitzoeken. Uiteindelijk is het de bedoeling dat een hoorzitting zal worden gehouden, waarna het universiteitsbestuur zich beraadt op eventuele sancties tegen verantwoordelijken.
Mark Jessy is zelf anderhalf jaar lid geweest van Sigma Delta Phi, maar moest terugtreden na een verkrachtingsincident. Diep van binnen voelt hij zichzelf nog steeds een Sigma, en trekt dan ook op met zijn oude vrienden van Sigma. Wat hij niet weet is dat juist daarom hij de taak kreeg om uit te zoeken wat er gebeurd is: de decaan, die zelf ook is omgekocht door de machtige alumni, probeert zo te voorkomen dat Sigma Delta Phi in een slecht daglicht komt te staan. Mark weigert aanvankelijk dan ook actief een bijdrage te leveren.
Langzaam ontdekt Mark dat de Sigma's niet zijn echte vrienden zijn. De verkrachting blijkt in scène te zijn gezet door de vereniging, omdat de ouderejaars Mark Jessy 'te min' vonden. Hij is namelijk van indiaanse afkomst en zijn vader was voortvluchtig wegens een incident waarbij een FBI-agent was omgekomen. Omdat Mark volgens de regels van het college niet zonder reden uit een studentenvereniging mag worden gezet, werd de verkrachtingsbeschuldiging in scène gezet, zodat Mark gedwongen werd zijn lidmaatschap van Sigma op te zeggen. Mark werd gedrogeerd met rohypnol in zijn bier en door een meisje meegenomen, waarna ze een enorm misbaar maakte en deed alsof ze verkracht werd. Mark, die door de rohypnol bovendien geheugenverlies had, werd voor de keuze gesteld dan wel in de disciplinaire commissie zitting te nemen en Sigma te verlaten, dan wel van de universiteit gestuurd te worden. Inmiddels weten vrijwel alle Sigma-jaargenoten van Mark, de huidige vierdejaars, dat Mark erin geluisd was.
Van een andere feut hoort Mark dat Chad Ewing een soortgelijk geval was: zijn vader had als partner in een accountantskantoor zijn integriteit boven zijn loyaliteit aan Sigma gesteld waardoor een onderneming van twee Sigma-alumni strandde. Het enige verschil was dat de alumni er bij Mark pas achteraf achter kwamen dat hij 'besmet' was. Door hem een extra harde behandeling te geven, hoopte men dat hij de ontgroening vrijwillig zou opgeven. Niet alleen beseft Mark hierdoor dat hij door zijn eigen vrienden verraden is, maar ook dat wanneer Sigma eerder achter zijn achtergrond was gekomen, hij wellicht precies zo had kunnen eindigen als Chad Ewing. Mark neemt zich voor zichzelf, Chad en alle anderen te wreken en maakt nu wel serieus werk van het onderzoek.
De alumni vormen een old boys network, dat vanuit de schaduw het zakenleven in de Verenigde Staten beheerst. Na vier jaar lid te zijn geweest van Sigma kan men toetreden tot dit netwerk. Voorwaarde voor toetreding is echter dat zowel het lid als de familie 'schoon' zijn, dat wil zeggen dat ze niet in het verleden in conflict zijn geweest met alumni en dat er geen schandalen mogen zijn geweest. Ieder aankomend lid wordt dan ook 'gescreend', en meestal worden degenen die 'niet acceptabel' zijn bevonden tijdens de ontgroening weggepest. Ieder jaar zijn er wel een, twee of drie feuten die dit overkomt, waaronder Ewing. Het schrijven van leuzen op het lichaam, gedwongen consumptie van sterkedrank, mishandeling, gedwongen oplikken van braaksel en toedienen van rohypnol behoorde tot de 'zwaardere behandeling' die dit soort feuten moest ondergaan in de hoop dat ze de ontgroening opgeven.
David Fairchild, de preses, beseft dit alles terdege en gaat gebukt onder een steeds zwaarder schuldgevoel. Dit temeer daar hij Ewing toen hij ten einde raad bij hem kwam had verteld dat hij nog een paar dagen moest doorzetten. Hoewel ook andere Sigma's hun twijfels hebben, volgt de meerderheid de alumni en houden de twijfelaars verstandigerwijs hun mond.
De broeders merken nu dat Mark gevaarlijker is dan ze dachten en gaan over tot intimidatie van Mark en Shawn. De feuten worden mishandeld om ze eraan te herinneren dat ze hun mond moeten houden. De machtige alumni huren zelfs een moordenaar in om Mark voor altijd het zwijgen op te leggen. Getuigen 'verdwijnen' of weigeren van het ene op het andere moment iedere medewerking. Het ziet ernaar uit dat Mark in bewijsnood zal komen.
Mark bedenkt echter een list. Hij en twee vriendinnen verkleden zich als de gemaskerde Feutenleider van Sigma en diens assistenten, en spreken een feut toe. Ze overtuigen deze feut dat hij in de hoorzitting moet getuigen dat niet de broeders maar de alumni Ewing dronken hebben gevoerd en mishandeld: 'Sigma heeft immers nog altijd het huis en genoeg geld, en krijgt wel weer nieuwe alumni'. De onwetende feut, gretig om iets voor zijn nieuwe vereniging te kunnen doen, doet op de hoorzitting wat hem gevraagd wordt wat tot grote opschudding leidt. De vorige Sigma-getuige had immers verklaard dat iemand die eens een Sigma is, dit altijd is, en dat er dus geen enkel onderscheid bestaat tussen actieve leden en alumni.
De vereniging lijdt ernstig gezichtsverlies, met name wanneer de preses David Fairchild zelfmoord pleegt uit schuldgevoel. Het universiteitsbestuur ontbindt Sigma en maakt van hun huis een algemene studentenruimte. De omgekochte decaan wordt gedood door de wraakzuchtige alumni, de broederschap valt uiteen en gaat deels ondergronds, en Mark en Shawn wijden zich weer aan de studie. Maar Mark voelt diep van binnen nog steeds een vage trouw voor zijn vrienden in de broederschap, en betreurt dat het zo moest lopen...